# Commission d'étude des questions afférentes à l'accession du Québec à la souveraineté
La Commission d'études des questions afférentes à l'accession du Québec à la souveraineté s'est tenue du 28 août 1991 au 16 septembre 1992. 
Après le rejet de l’Accord du Lac Meech, le gouvernement de Robert Bourassa établit la Commission sur l’avenir politique et constitutionnel du Québec (aussi connue sous le nom Commission Bélanger-Campeau). Le dépôt de son rapport, le 27 mars 1991, mène à l’adoption de la Loi sur le processus de détermination de l'avenir politique et constitutionnel du Québec (parfois appelée « Loi 150 »), en juin 1991. Cette loi prévoyait deux mesures :
1. Elle obligeait le gouvernement à tenir un référendum sur la souveraineté du Québec en juin ou en octobre 1992 (avant d’être amendée en septembre 1992 pour que le référendum porte plutôt sur un renouvellement de la constitution canadienne dans la foulée de l'Accord de Charlottetown);
2. Elle créait deux commissions thématiques, l’une responsable d’étudier les questions afférentes à la souveraineté, et l’autre, toute offre de nouveau partenariat de nature constitutionnelle.

La première de ces deux commissions, présidée par le député libéral Guy Bélanger (à ne pas confondre avec Michel Bélanger, de la Commission Bélanger-Campeau), verra ainsi le jour sous le nom de Commission d’études des questions afférentes à l’accession du Québec à la souveraineté.
Cette commission avait comme objectif « de fournir des éléments plus clairs sur cette éventuelle souveraineté, par exemple, sur le plan financier, d'établir les coûts le plus objectivement possible, d'établir aussi les conséquences, autant positives que négatives, le plus objectivement possible, de cette éventuelle sécession ».

## Rapport
Il n'y a pas eu de rapport final approuvé par les membres de la Commission d'étude des questions afférentes à l'accession du Québec à la souveraineté. Cependant, avec l'accord des partis, le 16 septembre 1992, son Secrétariat a déposé un Projet de rapport basé sur les études et témoignages des 53 experts entendus, les témoignages des nations autochtones et les travaux de ses spécialistes. Ce projet, préparé à l'intention des parlementaires membres de la Commission, n'a pas été approuvé par ceux-ci ou par l'Assemblée Nationale. Après que le gouvernement Bourassa ait amendé la Loi sur le processus de détermination de l'avenir politique et constitutionnel du Québec pour prévoir la tenue d'un référendum sur l'Accord de Charlottetown, comme on ne prévoyait plus tenir de référendum sur la souveraineté, ces travaux devinrent caducs. Ils serviront toutefois plus tard, en 1994, lorsque Jacques Parizeau mettra sur pied les Commissions consultatives régionales, dans le contexte de la Commission nationale sur l'avenir du Québec.

## Composition
La commission a été présidée par Guy Bélanger, député de Laval-des-Rapides.
Composition de la Commission pour le Parti gouvernemental :
- Le Premier ministre du Québec, Robert Bourassa, député de Saint-Laurent
- Louise Bégin, députée de Bellechasse
- Robert Benoît, député de Orford (remplaçant du Premier ministre)
- Jacques Chagnon, député de Saint-Louis
- Michel Després, député de Limoilou
- Henri-François Gautrin, député de Verdun
- Robert LeSage, député de Hull
- Cosmo Maciocia, député de Viger
- Gil Remillard, député de Jean-Talon
- Maurice Richard, député de Nicolet-Yamaska
- Michel Tremblay, député de Rimouski

Composition de la Commission pour le Parti de l'opposition officielle :
- Le Chef de l'opposition officielle, monsieur Jacques Parizeau, député de L'Assomption
- André Boulerice, député de Sainte-Marie-Saint-Jacques (remplaçant du Chef de l'opposition officielle)
- Jacques Brassard, député de Lac-Saint-Jean
- Jocelyne Caron, députée de Terrebonne (membre sans droit de vote)
- François Gendron, député d'Abitibi-Ouest (membre sans droit de vote)
- Jacques Léonard, député de Labelle
- Pauline Marois, députée de Taillon

Député indépendant :
- Neil Cameron, député de Jacques-Cartier

## Études
Les études de la Commission ont été regroupées en quatre volumes:
- Volume 1: les attributs d'un Québec souverain
- Volume 2: les implications de la mise en œuvre de la souveraineté : les aspects juridiques; les services gouvernementaux
- Volume 3: les implications de la mise en œuvre de la souveraineté : les aspects économiques et les finances publiques (Première partie)
- Volume 4: les implications de la mise en œuvre de la souveraineté : les aspects économiques et les finances publiques (Deuxième partie)

Ces études sont à la base Projet de rapport préparé par le Secrétariat de la Commission à l'intention des parlementaires.

### Liste des études

#### Volume 1: Les attributs d’un Québec souverain
| Volume 1: Les attributs d’un Québec souverain | Volume 1: Les attributs d’un Québec souverain                                            | Volume 1: Les attributs d’un Québec souverain                                                                                            | Volume 1: Les attributs d’un Québec souverain | Volume 1: Les attributs d’un Québec souverain | Volume 1: Les attributs d’un Québec souverain |
| #                                             | Auteur                                                                                   | Titre | Lien vers l'étude                             | Mise à jour (2002)                            | Journal des débats (pagination du PDF)        |
| --------------------------------------------- | ---------------------------------------------------------------------------------------- | --- | --------------------------------------------- | --------------------------------------------- | --------------------------------------------- |
| 1                                             | Fernand Dumont                                                                           | Quelques dimensions sociologiques du projet de souveraineté                                                                              | Texte original                                | Pas de mise à jour                            | CEAS 949-965 (1011-1027)                      |
| 2                                             | Simon Langlois                                                                           | Identité et souveraineté nationales : le cas du Québec                                                                                   | Texte original                                | Pas de mise à jour                            | CEAS 919-930 (981-992)                        |
| 3                                             | Danielle Juteau et Marie McAndrew                                                        | Projet national, immigration et intégration dans un Québec souverain                                                                     | Texte original                                | Mise à jour                                   | CEAS 931-948 (993-1010)                       |
| 4                                             | Claude C. Emanuelli                                                                      | L’accession du Québec à la souveraineté et la nationalité                                                                                | Texte original                                | Mise à jour                                   | CEAS 493-510 (531-548)                        |
| 5                                             | François Crépeau                                                                         | Les obligations internationales d’un Québec souverain en matière d’immigration                                                           | Texte original                                | Mise à jour                                   | CEAS 224-244 (242-262)                        |
| 6                                             | José Woehrling                                                                           | Les droits des minorités linguistiques et culturelles dans un Québec souverain                                                           | Texte original                                | Mise à jour                                   | CEAS 417-436 (449-468)                        |
| 7                                             | Jules Deschênes                                                                          | Les droits des minorités | Aucun texte déposé à l'époque                 | Aucune mise à jour                            | CEAS 283-303 (p.305-325)                      |
| 8                                             | Éric Gourdeau                                                                            | La question autochtone | Texte original                                | Mise à jour                                   | CEAS 830-847 (887-905)                        |
| 9                                             | Jean-Jacques Simard                                                                      | Le problème autochtone | Texte original                                | Mise à jour                                   | CEAS 848-869 (906-927)                        |
| 10                                            | Bradford Morse                                                                           | Comparative Assessments of Indigenous Peoples in Québec, Canada and Abroad                                                               | Texte original                                | Mise à jour                                   | Pas débattu en commission                     |
| 11                                            | Henri Dorion                                                                             | Les frontières du Québec : l’état de la question                                                                                         | Texte original                                | Mise à jour                                   | CEAS 147-190 (159-204)                        |
| 12                                            | Thomas M. Franck, Rosalyn Higgins, Alain Pellet, Malcolm N. Shaw, et Christian Tomuschat | L’intégrité territoriale du Québec dans l’hypothèse de l’accession à la souveraineté                                                     | Texte original                                | Pas de mise à jour                            | CEAS 931-948 (993-1010)                       |
| 13                                            | Stephen A. Scott                                                                         | Autodétermination, sécession, division, légalité : observations                                                                          | Texte original                                | Mise à jour                                   | CEAS 247-262 (267-282)                        |
| 14                                            | Henri Brun                                                                               | Les conséquences territoriales de l’accession du Québec à la souveraineté                                                                | Texte original                                | Mise à jour                                   | CEAS 263-281 (283-301)                        |
| 15                                            | Jonathan I. Charney                                                                      | The Maritime Boundaries of Québec | Texte original                                | Mise à jour                                   | CEAS 1191-1207 (1269-1285)                    |
| 16                                            | Nicole Duplé                                                                             | Une constitution pour fonder l’État du Québec                                                                                            | Texte original                                | Mise à jour (auteurs différents)              | CEAS 459-480 (493-514)                        |
| 17                                            | Jacques-Yvan Morin                                                                       | La constitution d’un Québec souverain | Texte original                                | Mise à jour                                   | CEAS 441-458 (475-492)                        |
| 18                                            | André Patry                                                                              | La reconnaissance des États et le cas du Québec                                                                                          | Texte original                                | Mise à jour                                   | CEAS 191-220 (p. 07-236)                      |
| 19                                            | Louis Balthazar                                                                          | Les États-Unis face à un Québec souverain                                                                                                | Texte original                                | Mise à jour                                   | CEAS 481-492 (517-528)                        |
| 20                                            | Edward McWhinney                                                                         | Les concepts de la souveraineté et de l’État à l’ère moderne                                                                             | Texte original                                | Mise à jour                                   | CEAS 871-881 (931-941)                        |
| 21                                            | Joseph T. Jockel                                                                         | Déclaration d’ouverture (Exposé sur les relations internationales)                                                                       | Texte original                                | Mise à jour                                   | CEAS 881-892 (941-952)                        |
| 22                                            | Daniel Turp                                                                              | Exposé-réponse (Processus d’accession à la souveraineté)                                                                                 | Texte original                                | Mise à jour                                   | CEAS-128-142 (p.138-152)                      |
| 23                                            | Daniel Turp                                                                              | Étude sur la succession du Québec aux traités auxquels le Canada est partie dans l’hypothèse d’une accession du Québec à la souveraineté | Texte original                                | Mise à jour                                   | Pas débattu en commission                     |

#### Volume 2: Les implications de la mise en œuvre de la souveraineté: les aspects juridiques, les services gouvernementaux
| Volume 2: Les implications de la mise en œuvre de la souveraineté : les aspects juridiques, les services gouvernementaux | Volume 2: Les implications de la mise en œuvre de la souveraineté : les aspects juridiques, les services gouvernementaux | Volume 2: Les implications de la mise en œuvre de la souveraineté : les aspects juridiques, les services gouvernementaux                                                                                            | Volume 2: Les implications de la mise en œuvre de la souveraineté : les aspects juridiques, les services gouvernementaux | Volume 2: Les implications de la mise en œuvre de la souveraineté : les aspects juridiques, les services gouvernementaux | Volume 2: Les implications de la mise en œuvre de la souveraineté : les aspects juridiques, les services gouvernementaux |
| # | Auteur | Titre | Lien vers l'étude | Mise à jour (2002) | Journal des débats (pagination du PDF)                                                                                   |
| --- | --- | --- | --- | --- | --- |
| 1 | Jean-Gabriel Castel et Jeffrey Talpis                                                                                    | L'accession du Québec à l'indépendance et la continuité de l'ordre juridique sur son territoire: les apports du droit international privé                                                                           | Texte original | Mise à jour | Pas débattu en commission                                                                                                |
| 2 | Carole Tremblay | Les contrats conclus par la Couronne du chef du Canada avec des personnes morales ou physiques et dont l’objet se rattache au territoire québécois                                                                  | Texte original | Mise à jour | Pas débattu en commission                                                                                                |
| 3 | Consortium Lamonde-Mallette (Jacques Lamonde)                                                                            | Gestion de la prise en charge des services fédéraux | Texte original | Mise à jour | Pas débattu en commission                                                                                                |
| 4 | Grondin, Poudrier, Bernier (Denis Bradet)                                                                                | Examen des questions juridiques relatives aux relations de travail dans l’hypothèse où les employés fédéraux seraient intégrés dans la fonction publique québécoise lors de l’accession du Québec à la souveraineté | Texte original | Mise à jour | CEAS 1143-1169 (1217-1243)                                                                                               |
| 5 | Albert Legault | Réflexions sur la politique de défense du Canada et sur celle d’un éventuel Québec indépendant | Texte original | Mise à jour | CEAS 511-530 (551-570)                                                                                                   |
| 6 | Albert Legault | Dans l’hypothèse où le Québec deviendrait un État souverain | Texte original | Mise à jour | CEAS 511-530 (551-570)                                                                                                   |
| 7 | Charles-Philippe David                                                                                                   | La défense d’un Québec souverain : ses pièges et ses possibilités | Texte original | Mise à jour | CEAS 892-906 (952-966)                                                                                                   |
| 8 | Jocelyn Coulon | La défense dans un Québec indépendant | Texte original | Mise à jour | CEAS 907-917 (967-977)                                                                                                   |

#### Volume 3: Les implications de la mise en œuvre de la souveraineté: les aspects économiques et les finances publiques (première partie)
| Volume 3 : Les implications de la mise en œuvre de la souveraineté : les aspects économiques et les finances publiques (première partie) | Volume 3 : Les implications de la mise en œuvre de la souveraineté : les aspects économiques et les finances publiques (première partie) | Volume 3 : Les implications de la mise en œuvre de la souveraineté : les aspects économiques et les finances publiques (première partie) | Volume 3 : Les implications de la mise en œuvre de la souveraineté : les aspects économiques et les finances publiques (première partie) | Volume 3 : Les implications de la mise en œuvre de la souveraineté : les aspects économiques et les finances publiques (première partie) | Volume 3 : Les implications de la mise en œuvre de la souveraineté : les aspects économiques et les finances publiques (première partie) |
| # | Auteur | Titre | Lien vers l'étude | Mise à jour (2002) | Journal des débats (pagination du PDF)                                                                                                   |
| --- | --- | --- | --- | --- | --- |
| 1 | Claude Masson | Exposé économique | Texte original | Mise à jour | CEAS CEAS-40-59 (p. 46-65) |
| 2 | Ivan Bernier | La dimension juridique des relations commerciales d’un Québec souverain                                                                  | Texte original | Mise à jour | CEAS 531-550 (571-590) |
| 3 | Bernard Landry | Les relations commerciales d’un Québec souverain                                                                                         | Texte original | Mise à jour | CEAS 631-659 (680-708) |
| 4 | Pierre-Paul Proulx | Intégration économique, souveraineté et relations commerciales                                                                           | Texte original | Mise à jour | CEAS 675-697 (724-746) |
| 5 | Gordon Ritchie (Strategico inc.) | Réparer les pots cassés : libre-échange, le scénario de rupture                                                                          | Texte original | Mise à jour | CEAS 660-675 (709-724) |
| 6 | Roma Dauphin et Stanislas Slosar | Étude des modalités de maintien de l’espace économique canadien actuel après l’accession du Québec à la souveraineté                     | Texte original | Mise à jour | CEAS 1122-1137 (1194-1209) |
| 7 | Robert Saint-Louis | Impacts de l’accession du Québec à la souveraineté sur les conditions de développement du secteur agroalimentaire                        | Texte original | Mise à jour | CEAS 1050-1071 (1118-1139) |
| 8 | Armand de Mestral | Avis sur l’interprétation de l’article XI du GATT                                                                                        | Texte original | Mise à jour | Pas débattu en commission |
| 9 | Robert A. Jenness (Informetrica) | L’impact de l’accession du Québec à la souveraineté sur l’industrie agro-alimentaire                                                     | Aucun texte déposé | Mise à jour | CEAS 1037-1050 (1105-1118) |
| 10 | André Côté (Stradeco) | Étude sur l’impact de l’accession du Québec à la souveraineté sur l’industrie du textile et celle du vêtement                            | Texte original | Mise à jour | CEAS 1073-1087 (1143-1157) |
| 11 | Dennis DesRosiers (DesRosiers Automotive Consultants)                                                                                    | The Impact of Quebec’s Accession to Sovereignty on the Automotive Industry in Quebec                                                     | Texte original | Mise à jour | CEAS 1088-1101 (1158-1171) |
| 12 | Émile Noël | La Communauté européenne | Aucun texte déposé | Mise à jour | CEAS 587-607 (633-653) |
| 13 | Hjalte Rasmussen | European Community Sovereignty Arrangements : A Framework for a Quebec Comparison                                                        | Texte original | Mise à jour | CEAS 551-567 (594-610) |
| 14 | Christian Louit | L’harmonisation fiscale dans la C.E.E. et les incidences fiscales de la construction européenne                                          | Texte original | Mise à jour | CEAS 567-586 (610-629) |
| 15 | Edmond Orban | Éléments de centralisation et de décentralisation dans quatre États fédéraux et la Communauté économique européenne                      | Texte original | Mise à jour | CEAS 607-630 (629-676) |

#### Volume 4: Les implications de la mise en œuvre de la souveraineté: les aspects économiques et les finances publiques (deuxième partie)
| Volume 4 : Les implications de la mise en œuvre de la souveraineté : les aspects économiques et les finances publiques (deuxième partie) | Volume 4 : Les implications de la mise en œuvre de la souveraineté : les aspects économiques et les finances publiques (deuxième partie) | Volume 4 : Les implications de la mise en œuvre de la souveraineté : les aspects économiques et les finances publiques (deuxième partie) | Volume 4 : Les implications de la mise en œuvre de la souveraineté : les aspects économiques et les finances publiques (deuxième partie) | Volume 4 : Les implications de la mise en œuvre de la souveraineté : les aspects économiques et les finances publiques (deuxième partie) | Volume 4 : Les implications de la mise en œuvre de la souveraineté : les aspects économiques et les finances publiques (deuxième partie) |
| # | Auteur | Titre | Lien vers l'étude | Mise à jour (2002) | Journal des débats (pagination du PDF)                                                                                                   |
| --- | --- | --- | --- | --- | --- |
| 1 | Bernard Vermot-Desroches | Régions limitrophes et accession du Québec à la souveraineté                                                                             | Texte original | Mise à jour | Pas débattu en commission |
| 2 | Maurice Saint-Germain | Changer de capitale : étude du transfert de juridiction des fonctionnaires fédéraux du Québec                                            | Texte original | Mise à jour | CEAS 967-988 (1031-1052) |
| 3 | Marcel Beaudry | Le Comité Outaouais | Texte original | Mise à jour | CEAS 988-1013 (1052-1077) |
| 4 | Bernard Fortin | Les options monétaires d’un Québec souverain                                                                                             | Texte original (283-302) | Mise à jour | CEAS 305-328 (329-352) |
| 5 | Vély Leroy | Les options monétaires d’un Québec souverain                                                                                             | Texte original | Mise à jour | CEAS 352-375 (380-403) |
| 6 | David Laidler | La monnaie d’un Québec souverain | Aucun texte déposé | Mise à jour | CEAS 791-806 (846-861) |
| 7 | Claude Gendron et Daniel Desjardins | Le dollar canadien et un Québec souverain : certains aspects juridiques                                                                  | Texte original | Mise à jour | Pas débattu en commission |
| 8 | Gérard Coulombe (Desjardins Ducharme) | La souveraineté et les institutions financières                                                                                          | Texte original | Mise à jour | CEAS 1103-1121 (1175-1193) |
| 9 | John McCallum | Commentaires à l’intention de la Commission                                                                                              | Texte original | Mise à jour | CEAS 329-359 (355-375) |
| 10 | Patrick Grady (Global Economics Ltd.) | Les conséquences économiques de la souveraineté du Québec                                                                                | Texte original | Mise à jour | CEAS 377-393 (407-423) |
| 11 | Pierre Fortin | Les conséquences économiques de la souveraineté du Québec                                                                                | Texte original | Mise à jour (auteurs différents) | CEAS 393-416 (423-446) |
| 12 | Pierre Fortin | L’impact du passage à la souveraineté sur le déficit budgétaire du Québec                                                                | Texte original | Mise à jour | Pas débattu en commission |
| 13 | Marcel G. Dagenais | L’interprétation des analyses portant sur les impacts économiques de l’accession du Québec à la souveraineté                             | Texte original | Mise à jour | Pas débattu en commission |
| 14 | Daniel Racette | Quelques réflexions sur le problème d’ajustement du déficit du compte courant d’un Québec souverain                                      | Texte original | Mise à jour | Pas débattu en commission |
| 15 | Rodrigue Tremblay | L’impact fiscal statique et dynamique de l’accession du Québec au statut de pays souverain                                               | Texte original | Mise à jour | Pas débattu en commission |
| 16 | Mario Polèse | La souveraineté et les emplois de siège social au Québec : éléments d’analyse et de réflexion                                            | Texte original | Mise à jour | Pas débattu en commission |
| 17 | Gary Caldwell | L’anglo-Québec et la souveraineté de la Couronne québécoise                                                                              | Texte original | Mise à jour | CEAS 1171-1189 (1247-1265) |
| 18 | Claude Lamonde | Les enjeux et la problématique du partage des actifs dans le cadre du partage de la dette advenant la souveraineté                       | Texte original | Mise à jour | CEAS 1139-1143 (1213-1217) |
| 19 | Malcolm N. Shaw | Succession d’États aux biens et aux dettes                                                                                               | Texte original | Mise à jour | CEAS 760-773 (813-826) |
| 20 | Geneviève Burdeau | Avis à la Commission sur l’avenir politique et constitutionnel du Québec                                                                 | Texte original (536-553) | Mise à jour | CEAS 742-760 (795-813) |
| 21 | Claude Gendron et Daniel Desjardins | Aspects juridiques du partage des actifs et des dettes en matière de succession d’État : le cas Québec-Canada                            | Texte original | Mise à jour | CEAS 715-730 (768-783) |

#### Exposés des premières nations
| 1 | Exposé de la Nation algonquine              | CEAS 703-714 (754-765)     |
| 2 | Exposé de la Nation huronne-wendat          | CEAS 775-791 (830-846)     |
| 3 | Exposé de l'Assemblée des premières nations | CEAS 807-829 (865-887)     |
| 4 | Exposé du Grand Conseil des Cris du Québec  | CEAS 1015-1036 (1081-1102) |